# Epimetheus
Saturnus måne med samma namn hittas på Epimetheus (måne)

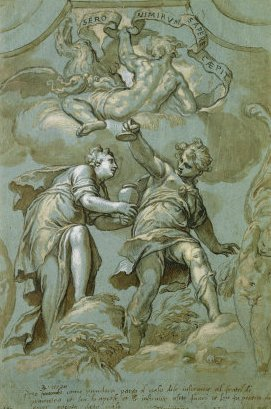
Pandora och Epimetheus.

Epimetheus ("den som tänkte efteråt", "efterklok") var en titan i grekisk mytologi, bror till Prometheus och den som tog emot kvinnan Pandora som gåva från Zeus.